# Jan Gniazdowski
Jan Gniazdowski OCist herbu Wczele (ur. ?, zm. 19 sierpnia 1608) – polski duchowny rzymskokatolicki, cysters, sufragan gnieźnieński, kanonik gnieźnieńskiej kapituły katedralnej w 1583 roku, opat w Mogile w 1568 roku, deputat na Trybunał Koronny w 1580 i 1594 roku.

## Życiorys
19 grudnia 1583 papież Grzegorz XIII prekonizował go biskupem pomocniczym archidiecezji gnieźnieńskiej oraz biskupem in partibus infidelium theodozjańskim. Brak informacji od kogo przyjął sakrę biskupią. Prawdopodobnie miało to miejsce w 1584.
W czasie elekcji 1587 roku głosował na Zygmunta Wazę. Poseł do cesarza Rudolfa z oznajmieniem dokonanej elekcji Zygmunta III.